# Торисвинт
Торисвинт (Туризинд; лат. Turisindus) — король гепидов, восточногерманского готского племени, правивший примерно с 548 по 560 год. Он был предпоследним королём гепидов; власть получил, отправив в изгнание сына короля Гелемунда, Устригота. Королевство Торисвинта, известное как Гепидия, было расположено в Центральной Европе. Главным городом был Сирмий, бывшая римская колония на реке Дунай.
Его правление ознаменовалось несколькими войнами с лангобардами, прибывшими в бывшую римскую провинцию Паннония под руководством своего короля Аудоина. Торисвинту также пришлось столкнуться с враждебностью Византийской империи, задетой захватом гепидами Сирмия, стремившейся уменьшить власть гепидов на Паннонской равнине, которая покрывает бо́льшую часть современной Венгрии и, частично, граничащих с ней государств. Планы Византии по сокращению власти гепидов были приведены в исполнение, когда Аудоин нанёс решительное поражение Торисвинту в 551—552 годах. Византийский император Юстиниан I уговорил обоих королей подписать мирное соглашение, и равновесие сил на Паннонской равнине осталось прежним.
Торисвинт потерял своего старшего сына, Торисмода, в битве при Асфельде, где принц был убит сыном Аудоина, Альбоином. Примерно в 560 году Торисвинт умер, оставив престол своему сыну Кунимунду, однако тот был убит тем же Альбоином через семь лет после смерти отца. Смерть Кунимунда ознаменовала конец королевства гепидов и начало завоевания их территорий лангобардами, аварами и другими кочевниками.

## Исторические источники
Из четырёх имеющихся раннесредневековых нарративных источников, упоминающих Торисвинта, только один предоставляет независимые доказательства его правления Гепидией, количество войн Юстиниана, а также подробное описание отношений между гепидами и лангобардами и их королями — «Война с готами» (550-е), важнейшая работа Прокопия Кесарийского. Прокопий Кесарийский — греческий писатель, родившийся в Кесарии Палестинской в 527 году, он считается величайшим историком VI века. Лангобардо-гепидские войны подробно описаны в работе Прокопия, так как конфликт сыграл важную роль в планах Византии по подготовке к вторжению в Италию.
Менее ценным является другой источник — сочинение Иордана «Romana» (VI век). Перед вступлением в католическое духовенство и созданием его двух сохранившихся книг, «Romana» и «Getica», Иордан, гот по происхождению, служил нотарием византийского магистра армии Гунтигиса Базы. Последняя книга является собранием сведений по истории готов, в то время как менее известная книга «Romana» — это сокращённый свод римской истории, написанный в 551 или 552 году. По мнению Джеймса О’Доннелла, две эти работы отражают пессимистический взгляд Иордана на человеческую жизнь, в которой все светские достижения незначительны по сравнению с религиозными целями. В своей работе Иордан не упоминает Торисвинта явно, но в последних отрывках книги говорит о третьей лангобардо-гепидской войне, в которой участвовал Торисвинт.
Павел Диакон является наиболее значительным итальянским писателем VIII века. Родившийся в 720—730-х годах, он происходил из благородной лангобардской семьи из Фриули. Он рано получил духовный сан и в конечном итоге стал монахом монастыря Монте-Кассино. Самая известная его работа — «История лангобардов». Написанная после 787 года, книга является продолжением другой его книги, «Historia Romana», материалы которой базируются на сочинении «Breviarium» Евтропия, состоящем из шести книг, которые описывают исторические события времени перед эпохой Юстиниана. Оба произведения упоминают Торисвинта и третью лангобардо-гепидскую войну, частично «Historia Langobardorum» описывает события из «Historia Romana». Обе книги также упоминают битву между сыновьями королей лангобардов и гепидов, которая отсутствует у Прокопия и, как полагают историки, возникла в устной традиции. Кроме того, там же была описана встреча сыновей Торисвинта и Аудоина.

## Биография

### Приход к власти
В VI веке гепиды были доминирующим восточногерманским народом и проживали на территории части современных государств Центральной Европы — восточной Венгрии, западной Румынии и северной Сербии. Хотя детали ранней жизни Торисвинта неизвестны, возможно, он пришёл к власти примерно в 548 году. После смерти предыдущего короля Гелемунда Торисвинт захватил престол путём государственного переворота и заставил Устригота, сына Гелемунда, уйти в изгнание. Устригот и его последователи нашли убежище среди соседей и врагов гепидов, лангобардов, только что поселившихся на Паннонской равнине. Гепиды начали селиться по частям бассейна реки в III веке, а другим народам стали известны в V веке, когда при короле Ардарихе они сыграли ключевую роль в уничтожении империи гуннов. Ардарих и его люди извлекли наибольшую выгоду из этой победы, получив бывшую римскую провинцию Дакия.
В 504 году влияние гепидов значительно сократилось из-за остготов, которые прекратили их экспансию в область Паннонской равнины. Гепиды ограничились восточной частью Паннонского бассейна; эти территории стали основой владений Торисвинта, как это было при прежних царях гепидов. В начале VI века гепидская знать приняла арианскую форму христианства, в то время как большинство простолюдинов оставалось язычниками.
По словам историка Иштвана Бона, приход Торисвинта к власти является типичным примером конфликтов между ведущими семьями царства, которые происходили в Гепидии в VI веке и, таким образом, усложнили преемственность королей. Чтобы избежать повторения этого, Торисвинт назначил своего старшего сына Торисмода командующим войском в Сирмии, крупнейшем городе Гепидского королевства. Это сделало Торисмода очевидным наследником престола (в ранних германских королевствах старший сын необязательно мог быть первым в линии наследования). После гибели Торисмода в битве при Асфельде его младший брат Кунимунд стал военачальником в Сирмии и, следовательно, наследником.

### Первая война с лангобардами
Став королём в 548 году, Торисвинт сразу же оказался в сложной ситуации. В течение 546—548 годов Византийская империя подговаривала лангобардов под правлением Аудоина переместиться в Паннонию (современная Венгрия) — бывшую римскую провинцию, граничащую с рекой Дунай. Юстиниан надеялся, что это позволит Византии контролировать дороги с Балкан в Италию и одновременно сдержит гепидов, которых он считал серьёзной угрозой византийским интересам на балканской границе. Византийско-готские войны между остготами и византийцами бушевали на Итальянском полуострове с 535 года; Юстиниан хотел быть в состоянии ввести войска в Италию при необходимости.
Согласно книге Прокопия «De Bello Gothico» (раздел «De Bellis» о готской войне), Юстиниан был огорчён захватом гепидами бывшего римского города Сирмия в 537 году, который, впрочем, возможно, был добровольно сдан остготами для создания трудностей византийцам. Остготы в то время были заняты войной в Италии и стремились сохранить свои владения на полуострове. Захват Сирмия произошёл после кровавого противостояния между гепидами и византийцами, что стоило жизни византийскому военному магистру Каллуку, а гепидам — территорий Dacia ripensis (ныне — Сербия) и Сингидуна (Белград). Из-за этого Юстиниан разорвал союз с гепидами и перестал платить им дань, чтобы гепиды начали искать врага и развязали войну с лангобардами.
Вероятность начала войны с участием лангобардов, гепидов и византийцев возникла, вероятно, в 548-м или 549-м году, когда были отправлены посольства Аудоина и Торисвинта на суд Юстиниана в Константинополь, чтобы получить военную помощь от него или, в случае с Торисвинтом, добиться нейтралитета в будущей войне. Для получения поддержки Юстиниана посланники Торисвинта напомнили ему о давней традиции сотрудничества и пообещали бороться против врагов Византии. Тем не менее, император встал на сторону лангобардов, сделав их формальными союзниками и пообещав предоставить войска для войны против гепидов. С точки зрения Юстиниана, эта война имела важное значение в более широком контексте византийско-готских войн, потому что владение Паннонией было стратегически необходимо для поддержки открытой сухопутной коммуникации Италии с Балканами.
Историки спорят относительно того, когда начался конфликт. Предполагаемыми датами проведения первой войны являются 547 и 549 годы. В то же время, когда гепиды и лангобарды взялись за меч, десятитысячная византийская армия под командованием Иоанна Виталиануса, магистра армии Иллирии, выступила против гепидов. До приезда Виталиануса Торисвинт предложил перемирие Аудоину, которое было им принято. В результате, когда византийцы прибыли, война была уже закончена, однако это произошло не раньше, чем они столкнулись с союзниками гепидов, герулами. Ради того чтобы заключить перемирие, Аудоин потребовал отказа Торисвинта от поддержки Хильдигиса, претендента на лангобардскую корону, жившего в качестве гостя при его дворе. Торисвинт отказался, однако силой заставил Хильдигиса покинуть гепидов и искать себе другое пристанище.

### Вторая война с лангобардами, напряжённость с Юстинианом
«Таким образом, гепиды и лангобарды настроились друг против друга в полную силу, и обе нации были полностью готовы к войне. Были и командиры — на стороне гепидов Торисин, у лангобардов — Аудуин … Но испуг, называющийся паникой, внезапно появился у обеих армий, и люди пошли домой, не имея за этим реальной причины; только командиры остались там, где они были вместе с небольшим количеством людей".
Примерно в 549 или 550 году гепиды и лангобарды снова начали войну, однако, по словам Прокопия Кесарийского, обе армии запаниковали, и сражения не произошло. В результате новой войны удалось избежать, и Торисвинт принял двухлетнее перемирие от Аудоина. По словам Иштвана Бона, паника могла быть связана с природным явлением: 25/26 июня 549 года произошло лунное затмение.
Столкнувшись с открытой враждебностью Византийской империи, а также с неожиданным известием о том, что лангобарды возобновят войну по истечении перемирия, Торисвинт начал искать новых союзников для давления на Юстиниана. Он получил ответ со стороны кутригуров, которых он переправил через Дунай в византийскую Иллирию в 550 или 551 году, до истечения срока перемирия и, вероятно, до того как гепиды были готовы начать новый конфликт. Возможно, они прибыли слишком поздно вместо того, чтобы прибыть рано, если соглашение было заключено с расчётом на вторую лангобардо-гепидскую войну.
После вторжения кутригуров Юстиниан направил против них свой союз, мобилизовав утигуров, которые в свою очередь обратились к своим союзникам — крымским готам. Последние вторглись на родину кутригуров, пользуясь тем что многие воины были заняты в тот момент на Балканах. Узнав о нападении, кутригуры были вынуждены покинуть Балканы и вернуться на северо-западное побережье Чёрного моря ради защиты своей родины.
В то же время Торисвинт дал защиту другому врагу Византии, склавинам. Как и в случае с кутригурами, Торисвинт использовал свой контроль над Дунаем, чтобы переправить славянских разорителей на византийскую территорию.

### Третья война с лангобардами
Планам Юстиниана послать экспедиционные войска против остготов неоднократно препятствовали инициативы Торисвинта. Например, армия Нарсеса покинула Константинополь в апреле 551 года для взятия Салоны с надеждой, наконец, победить остготов, однако им в Филиппополе (ныне — Пловдив) преградили путь кутригуры.
Это привело Юстиниана к поиску поддержки Торисвинта для того, чтобы остановить набеги с противоположной стороны Дуная, а последний был счастлив принять предложение о мире. Посланники Торисвинта попросили союза, подобного тому, который связывал византийцев и лангобардов. В дополнение к укреплению альянса они потребовали и получили клятвы 12 сенаторов о соблюдении договора. После этого, в 551-м году, 400 гепидов были направлены воевать в армии Нарсеса, посланной в Италию: эта армия была скромной по сравнению с 5500 лангобардами, присланными Аудоином, и тысячей герулов.
В 552 году, когда перемирие истекло, Торисвинт и Аудоин снова «вышли на поле», и на этот раз их столкновение было неизбежным. Аудоин заключил соглашение с Юстинианом, по которому византийцы должны были прислать военную помощь в обмен на 5500 лангобардских воинов, которых Аудоин, в свою очередь, должен был послать в помощь византийскому военачальнику Нарсесу, сражавшемуся в Италии.
Двухлетнее перемирие было близко к завершению, и лангобарды попросили византийцев уважать союз, установленный меж ними. Император нашёл повод разорвать новый союз с гепидами, утверждая, что последние снова помогли переправиться славянским налётчикам. Он собрал армию, которую возглавили известные командиры того времени: сыновья Германа Юстин и Юстиниан, Аратиус, герул Суартуа и Амалафрид, шурин Аудоина. Восстания, вспыхнувшие в Ульпиане, отвлекли бо́льшую часть армии, и поэтому только войска под руководством Амалафрида достигли поля боя.
Точки зрения учёных разделились по вопросу о времени начала третьей войны с лангобардами; в целом поддерживается мнение, что это произошло через два года после конца второй войны. Возможными датами являются 551 и 552 годы. Точку зрения о 551 годе поддержали историки, утверждающие, что поскольку в 552 году Аудоин уже направил 5500 своих воинов для помощи Нарсесу в его итальянской кампании, третья война ломбардов с гепидами должна была быть уже закончена к тому времени; против этого высказался Уолтер Пол, аргументы которого и его сторонников заключаются в том, что данное известие находится в противоречии с упрёками Аудоина к Юстиниану насчёт немногочисленных войск, посланных в помощь против гепидов, хотя Аудоин всячески поддерживал поход Нарсеса.
Когда действие перемирия истекло, Аудоин напал на гепидов, и Торисвинт был разгромлен в решающей битве при Асфельде, состоявшейся на западе Сирмия. Битва была упомянута Иорданом в «Romana» как одна из наиболее кровавых в истории войн региона, в которой богибло более чем 60 000 воинов. Сын короля Торисмод также погиб, пав в поединке с сыном Аудоина Альбоином. Этот поединок Павел Диакон отнёс к описываемому сражению и войне в целом. После этой битвы гепиды никогда более не могли играть важную роль в развитии событий в регионе.

### Мир
Поражение гепидов повлекло за собой геополитический сдвиг на Паннонской равнине, так как исчезла угроза, которую это племя представляло для Византийской империи. Разгром гепидов означал бы конец их королевства и его завоевание лангобардами, но Юстиниан, желая сохранить равновесие в регионе, ввёл «вечный мир», спасший гепидов; в нём было отмечено, что в течение десяти лет должны были выжить и Торисвинт, и Аудоин. Возможно, лангобарды и гепиды послали войско в помощь Нарсесу именно тогда, а не перед войной. В этой интерпретации небольшое количество посланных в помощь Византии гепидских воинов можно объяснить большими потерями, которые принесла третья война, и обидой на Юстиниана. Император также заставил Торисвинта пойти на некоторые территориальные уступки, обязав его вернуть Dacia ripensis и территории Сингидунума.
Для достижения полного мира Торисвинт должен был сначала разобраться с Хильдигисом, нашедшим приют при его дворе. Аудоин снова потребовал его изгнания из двора короля гепидов, и к этому требованию присоединился Юстиниан. Торисвинт, несмотря на нежелание возобновлять войну с византийцами и лангобардами, не хотел явно нарушать правила гостеприимства и пытался избежать выполнения этой просьбы, требуя, в свою очередь, возвращения остготов, переданных Аудоину; в конце концов, чтобы избежать открытой передачи и, в то же время, возобновления войны, оба короля тайно убили своих гостей.
Торисвинт занимает заметное место в истории, написанной Павлом Диаконом, действие в которой датируется 552 годом — концом войны, прямо после смерти сына короля Торисмода. История, по общему мнению, появилась в эпической поэме об Альбоине, её сюжет вращается вокруг персонажей Альбоина и Торисвинта: в соответствии с обычаями лангобардов, дабы получить право сидеть за столом отца, Альбоин должен просить гостеприимства иностранного короля и убедить последнего вооружить его. Для того чтобы выполнить этот обычай, Альбоин пришёл с 40 спутниками ко двору Торисвинта.
Торисвинт, соблюдая законы гостеприимства, принял у себя Альбоина и его соратников и организовал банкет в их честь, предлагая Альбоину место, где ранее сидел его на тот момент уже умерший сын. После издевательств брата Торисмода, Кунимунда, и ответных от Альбоина столкновение было бы неизбежным, если бы не вмешательство Торисвинта, который восстановил мир и отослал Альбоина обратно с оружием Торисмода. Согласно Иштвану Бона, верящему в правдивость этой истории, события могли иметь место так, как описано у Павла Диакона, однако это также могло отражать условие тайного соглашения о мире, составленного Аудоином для Торисвинта, в соответствии с которым король гепидов должен был вооружить убийцу его сына.
Торисвинт умер примерно в 560-м году, оставив наследником своего сына Кунимунда, который стал последним королём гепидов; под его командованием люди Торисвинта были уничтожены в 567-м году совместной коалицией лангобардов и аваров, тюркских кочевников, мигрировавших в Центральную Европу в 558-м году. Кунимунд был убит на поле боя новым лангобардским королём Альбоином, а его дочь Розамунда была взята в плен.